# Cliff Martinez
Cliff Martinez (New York City, 5 de fevereiro de 1954) é um compositor de cinema e baterista, mais conhecido pelo seu trabalho com o  Red Hot Chili Peppers. Foi contratado para substituir Jack Irons, que em 1986, retornaria para o grupo, substituindo-o. Martinez gravou dois álbuns com a banda, o de estreia e Freaky Styley.
Foi induzido no Hall da Fama do Rock em abril de 2012, como membro do Red Hot Chili Peppers.

## Biografia
Cliff Martinez nasceu no Bronx, em Nova York, mas cresceu em Columbus (Ohio). Seu primeiro trabalho foi compor para o popular programa de televisão Pee-wee's Playhouse. Na época, porém, ele estava mais interessado em bandas de rock, e tocava bateria em uma variedade delas, principalmente em caráter temporário.

## Red Hot Chili Peppers (1983-1986)
Após vários anos tocando bateria em bandas como Captain Beefheart, The Dickies, Lydia Lunch e The Weirdos, no final de 1983, ele  foi recrutado para o Red Hot Chili Peppers para substituir Jack Irons, que se junto com Hillel Slovak (substituido por Jack Sherman), tinha deixado a banda para se concentrar no What Is This?. Martinez tocou no álbum de estreia e no Freaky Styley, em 1984 e 1985 respectivamente. Durante a turnê do primeiro álbum, Sherman teve problemas de relacionamento com Anthony Kiedis, sendo demitido logo depois, com Slovak retornando ao Chili Peppers em 1985 após ter saído da antiga banda. A banda então demitiu Cliff Martinez do grupo no verão de 1986 devido a diferenças pessoais e substituiu-o pelo membro fundador Jack Irons, que estava sem banda.
Foi anunciado em 11 de fevereiro de 2012, que Martinez seria introduzido no Rock and Roll Hall of Fame, juntamente com outros membros do Red Hot Chili Peppers. A cerimônia foi em 14 de abril de 2012 e a  banda tocou três músicas, sendo que Martinez se apresentou com o grupo pela primeira vez em 26 anos, juntamente com ex-baterista Irons e o atual, Chad Smith e tocaram juntos "Give It Away". No final, Cliff e Irons também tocaram bateria em "Higher Ground" junto com os Chili Peppers, além de Slash, George Clinton e  Billie Joe Armstrong.

## Composição de filmes
Jon O'Brien, da Allmusic o descreve: "é um dos músicos mais bem sucedidos de ter feito a transição de estrela do rock a compositor de trilhas sonoras." Já trabalhou em cerca de vinte e cinco filmes, recebendo sete indicações a prêmios, incluindo a um Grammy.

## Discografia de composição
Cliff Martinez foi responsável pela trilha sonora das seguintes obras: